# R240-es főút (Oroszország)
Az R240-es főút (oroszul: Федеральная автомобильная дорога P240) Oroszország egyik szövetségi jelentőségű autóútja az európai országrészen, Ufa és Orenburg között. Hossza 374 km.  

## Ismertetése
Északról dél felé, nagyrészt Baskíria területén vezet keresztül. Baskíria fővárosa, Ufa déli részén kezdődik. A városközponttól kb. 25 km-re elterülő ufai nemzetközi repülőtérig  2x3 sávos útpálya vezet, a következő 112 km-en át 2x2 sávos, majd 2x1 sávos úton folytatódik. A nagyobb baskíriai városok nyugati szélén elkerülő út épült. Az Orenburgi területen délnyugati irányba vezet tovább és az R239-es főúttal egyesülve éri el Orenburgot.

## Útvonala
Baskíria
- Ufa
- Tolbazi
- Sztyerlitamak
- Szalavat
- Meleuz
- Kumertau
- Novomuraptalovo

Orenburgi terület
- Oktyabrszkoje
- Orenburgtól kb. 50 km-re északra egyesül az R239-es főúttal
- Orenburg